# Julius Saxler
Julius Saxler (* 12. Dezember 1916 in Düsseldorf; † 23. November 1996 in Daun) war ein deutscher Politiker (CDU).

## Leben
Saxler wuchs in Ellscheid auf und besuchte die Schule in Prüm, wo er das Abitur erhielt. Im Zweiten Weltkrieg war er Flugzeugführer und Offizier. Nach dem Krieg war er zunächst beim Oberpräsidium Rheinland-Hessen-Nassau tätig. Von 1947 bis 1958 war er Amtsbürgermeister in Niederstadtfeld, danach war er bis 1973 Bürgermeister des Amtes Daun, später der Verbandsgemeinde Daun. Er wurde 1955 erstmals in den Landtag von Rheinland-Pfalz gewählt. In seiner Zeit als Landtagsabgeordneter hatte Saxler Einfluss auf die damalige Gebietsreform und die Vergrößerung des Landkreises Daun. In dieser Zeit gehörte er auch dem Rundfunkrat des Südwestfunks an, ab 1964 war er Vorsitzender des Gremiums. 1973 legte er sein Landtagsmandat nieder, um Regierungspräsident in Trier zu werden. In diesem Amt machte er sich um die Renovierung des Kurfürstliches Palais in Trier, dem Sitz der Bezirksregierung, verdient. Den Posten hatte er bis 1981 inne. Von 1976 bis 1988 bekleidete er beim Südwestfunk zudem das Amt des Vorsitzenden des Verwaltungsrats.
Seit 1948 war er mit Ruth Saxler geb. Feldges verheiratet. Aus der Ehe gingen vier Kinder hervor.

## Ehrungen
In Daun ist eine Straße nach Julius Saxler benannt.